# Barão de Palmeiras

Armas dos barões de Palmeiras.

Barão de Palmeiras é um título nobiliárquico criado por D. Pedro II do Brasil por decreto de 26 de julho de 1849, a favor de Francisco Quirino da Rocha.
O título faz referência à freguesia de Santana das Palmeiras, localidade abandonada cujas ruínas encontram-se dentro da atual Reserva Biológica Federal do Tinguá, em Nova Iguaçu, Rio de Janeiro.
Titulares
1. Francisco Quirino da Rocha (1780—1858);[1]
2. João Quirino da Rocha Werneck (1846—1926) – neto do anterior.[1][2]